# Lophosia imbecilla
Lophosia imbecilla är en tvåvingeart som beskrevs av Herting 1983. Lophosia imbecilla ingår i släktet Lophosia och familjen parasitflugor. Inga underarter finns listade i Catalogue of Life.